# Comité permanent de l'Assemblée nationale populaire
XIVe législature
XIIIe législature
Palais de l'Assemblée du Peuple
Le Comité permanent de l’Assemblée nationale populaire ou CPANP (chinois : 全国人民代表大会常务委员会, pinyin : Quánguó Rénmín Dàibiǎo Dàhuì Chángwù Wěiyuánhuì, est un comité de 175 députés de l'Assemblée nationale populaire (ANP) de la république populaire de Chine (RPC), qui se réunit entre les sessions plénières de l'ANP. Il a l'autorité constitutionnelle de modifier la législation à l'intérieur des limites fixées par l'ANP.
Le Comité permanent de l’Assemblée nationale populaire exerce aussi des fonctions de cour constitutionnelle. Une utilisation notable de cette autorité se déroule en 1999 lors d’un litige du droit du sol à Hong Kong, région administrative spéciale. Dans ce cas (Lau Kong Yung v Director of Immigration (en)), le Comité permanent de l'Assemblée nationale populaire interprète la position prise par le gouvernement de Hong Kong lors de l'éligibilité d'une résidence permanente à Hong Kong comme étant conforme à la loi fondamentale de Hong Kong.

## Membres dirigeants
- Président :
  - Zhao Leji
- Vice-présidents :
  - Li Hongzhong (en)
  - Wang Dongming (en)
  - Xiao Jie (en)
  - Tie Ning
  - Peng Qinghua (en)
  - Zhang Qingwei (en)
  - Lobsang Gyaltsen
  - Shohrat Zakir
  - Zheng Jianbang (en)
  - Ding Zhongli (en)
  - Hao Mingjin (en)
  - Cai Dafeng (en)
  - He Wei (en)
  - Wu Weihua (en)

## Présidents du Comité permanent de l'Assemblée nationale populaire
Liste de la première législature à celle actuelle
- Liu Shaoqi
- Zhu De
- Ye Jianying
- Peng Zhen
- Wan Li
- Qiao Shi
- Li Peng
- Wu Bangguo
- Zhang Dejiang
- Li Zhanshu
- Zhao Leji